# مجسمه نظامی گنجوی (باکو)
تندیس نظامی گنجوی (به ترکی آذربایجانی: Nizami Gəncəvinin heykəli) به سال ۱۹۴۹ در شهر باکو، پایتخت جمهوری آذربایجان نصب شد.

## موقعیت تندیس
تندیس نظامی گنجوی در سال ۱۹۴۹ در تقاطع خیابان‌های «استقلالیت»، «احمد جواد»، «آذربایجان» و «اسلام صفرلی» نصب شد. مراسم پرده برداری از تندیس نیز در همان سال صورت گرفت. مؤلف تندیس «فؤاد عبدالرحمنف»، نقاش آذربایجانی و معمارانش «میکائیل حسینف» و «صادق داداشف» هستند.

## مشخصات تندیس
تندیس نظامی گنجوی اثر برنزی ۶ متری می‌باشد، که روی پایه ای ۹ متری و هشت ضلعی نصب گردیده‌است. پیکر نظامی گنجوی که، از برنز تهیه شده‌است، به صورت روی پا ایستاده توصیف شده‌است.
تندیسگر، به خاطر توصیف هرچه صریح‌تر شخصیت شاعر، البسه قدیمی آذربایجانی مانند عبا و دستار را مورد استفاده قرار داده‌است. بخشی از عبای روی سرش به شانه شاعر افتاده‌است. تندیس نظامی گنجوی، تمامی فرزانگی و بزرگواری شاعر را در میان می‌گذارد.